# Alexandre Germain
Alexandre Charles Germain, född den 14 december 1809 i Paris, död den 26 januari 1887 i Montpellier, var en fransk historieskrivare.
Germain blev 1838 professor i historia vid Faculté des lettres i Montpellier. Han författade Histoire de la commune de Montpellier (1851) och flera andra lokalhistoriska arbeten.